# Schloss Lengenfeld

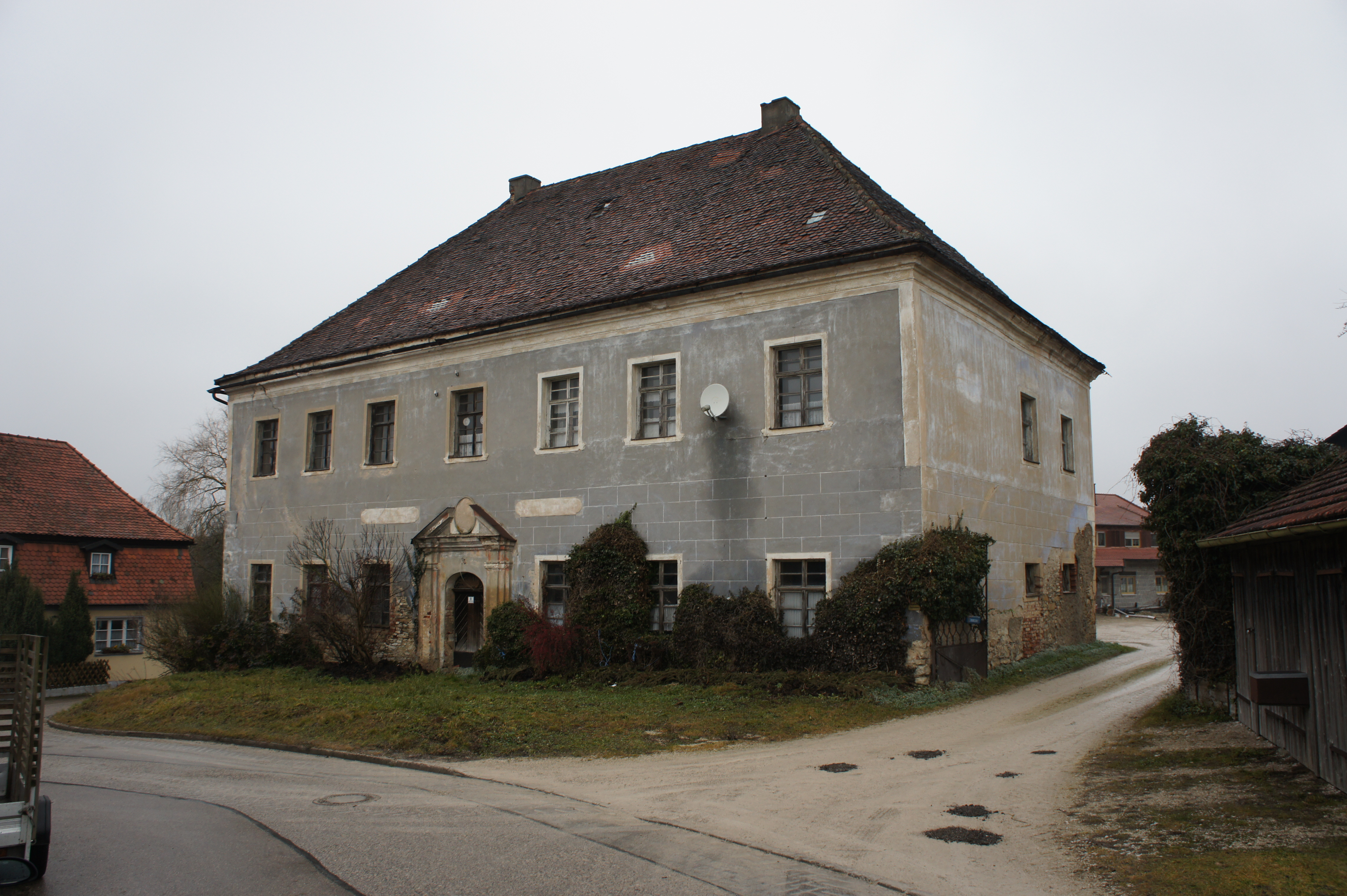
Pflegschloss Lengenfeld (2011)

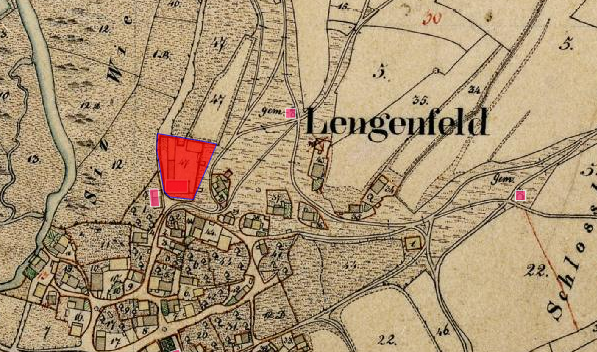
Lageplan von Schloss Lengenfeld auf dem Urkataster von Bayern

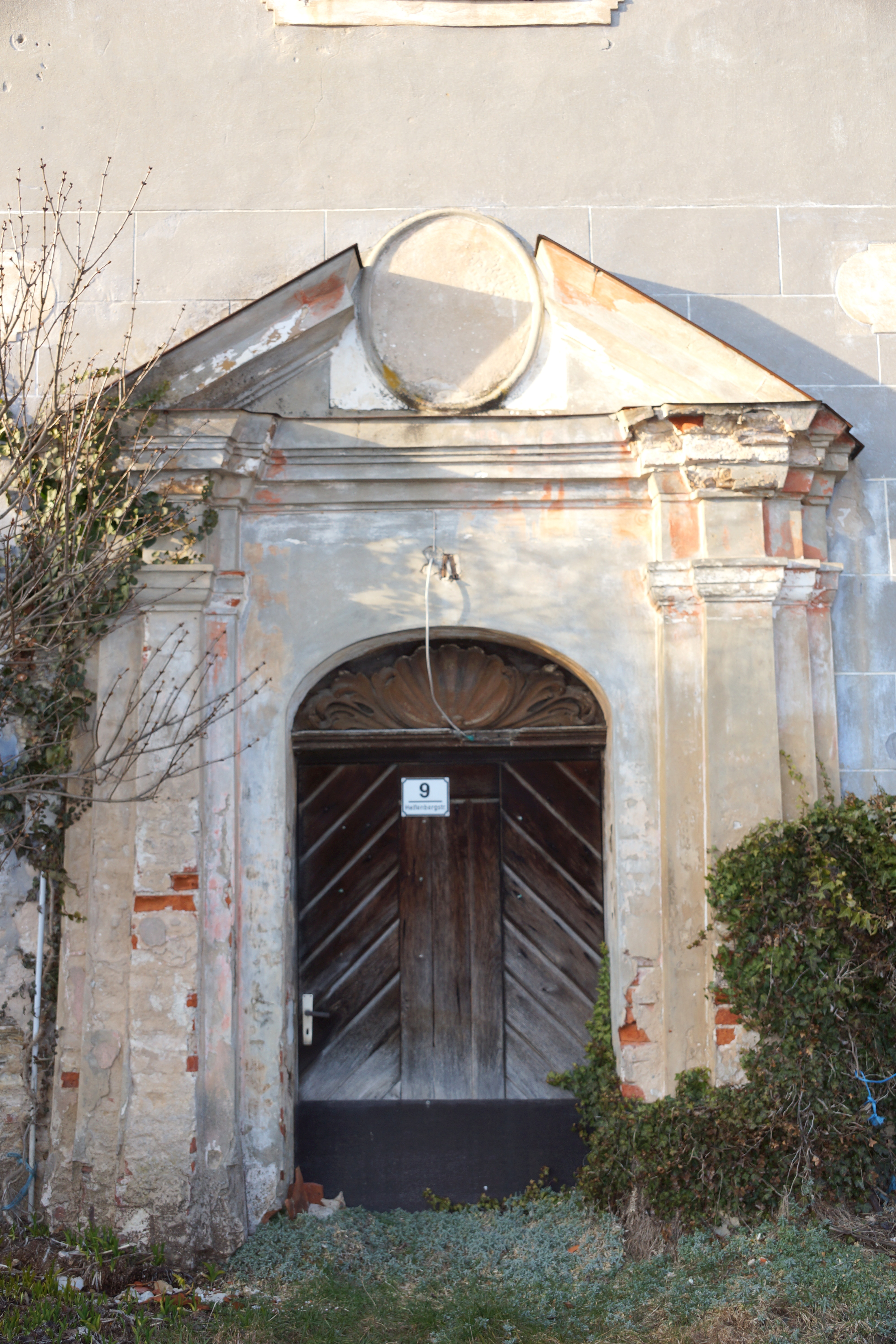
Eingangsportal zum Schloss
Lengenfeld

Das Schloss Lengenfeld ist ein denkmalgeschütztes Schloss in dem gleichnamigen Ortsteil Lengenfeld der oberpfälzischen Stadt Velburg im Landkreis Neumarkt in der Oberpfalz von Bayern (Helfenbergstraße 9). Die Anlage ist unter der Aktennummer D-3-73-167-77 als denkmalgeschütztes Baudenkmal von Lengenfeld verzeichnet. Ebenso wird sie als Bodendenkmal unter der Aktennummer D-3-6735-0166 im Bayernatlas als „archäologische Befunde des Mittelalters und der frühen Neuzeit im Bereich des Schlosses von Lengenfeld, darunter die Spuren von Vorgängerbauten bzw. älterer Bauphasen“ geführt.

## Geschichte
Lengenfeld war ab 1140 ein Ministerialensitz, der zur Herrschaft Helfenberg gehört. 1196 werden in Urkunden des Klosters Ensdorf ein Heinrich und Sigfrid von Lengenvelt genannt. Die Herren von Buch (= Mendorferbuch) werden seit 1290 auf dem Sitz in Lengenfeld in den Urkunden genannt. Zwischen 1370 und 1621 wird Helfenberg kurpfälzisch, 1621 wird es kaiserlich und 1628 kommt es zu Kurbayern. Der Sitz zu Lengenfeld ist in der Folge im Besitz zahlreicher Adelsfamilien. 1631 kommt die Herrschaft Helfenberg mit allen Zugehörigkeiten an den Grafen von Tilly und verbleibt bis 1724 im Besitz dieser Familie. Schließlich verkaufte 1691 ein Nürmberger Herr von Hallerstein auch das Landsassengut Lengenfeld an die Familie der Grafen von Tilly. 1691 wird in Lengenfeld zur Verwaltung ein Pflegschloss erbaut. Im 19. Jahrhundert wird daraus die sogenannte Obere Wirtschaft, seitdem dient sie als Gasthaus.

## Schloss Lengenfeld heute
Das ehemalige Schloss ist ein zweigeschossiger Walmdachbau mit einem Pilasterportal und Putzrahmung.